# Maria Gleyde Martins Costa
Maria Gleyde Martins Costa (Crateús, ) é uma advogada e delegada brasileira.
Formou-se em administração de empresas e direito pela Universidade Federal de Goiás, especializando-se em direito penal e administrativo. Em 1986 mudou-se para Roraima, onde atuou como assistente jurídica da Advocacia Geral da União, defensora pública e procuradora-chefe do estado. 
Chefiou a Delegacia de Defesa da Mulher e foi presidente do Conselho Estadual de Defesa dos Direitos da Mulher de Roraima. Destacou-se pelo trabalho em prol da humanização e profissionalização do atendimento às vítimas de agressão. Criou, na delegacia da mulher, um departamento de assistência psicológica para as famílias das vítimas, inclusive para agressores.